# لاله واژگون سن‌بنیتو
لاله واژگون سن‌بنیتو(نام علمی: Fritillaria viridea) نام یک گونه از سرده لاله واژگون است.